# 珠官郡
珠官郡，三国孙吴设置的郡。
黄武七年（228年）以合浦郡改名，治所在合浦县（今广西壮族自治区浦北县西南旧州）。辖境相当今钦江、南流江流域。孙亮时复名合浦郡。 